# Павло Пащевський
Павло Пащевський (*15 січня 1874 р.–†26 січня1944 р., Варшава) — православний священник, капелан Першого українського запасного полку Армії УНР, згодом — Сердюцького полку імені Петра Дорошенка, протоієрей УАПЦ. Працівник Департаменту віросповідань Міністерства внутрішніх справ УНР, брав участь у створенні Кирило-Мефодіївського братства, у Першому Зимовому поході, у підготовці до Всеукраїнського Церковного Собору.

## Життєпис
Народився 15 січня 1874 р. у селі Великі Пріцьки Канівського повіту Київської губернії Російської імперії (тепер — Кагарлицький район Київська область).
Закінчив Київську духовну семінарію і 2 курси юридичного факультету Київського університету.
Прийняв хіротонію 22 листопада 1894 р. й служив священником у с. Жолоби Ямпільського повіту Подільської губернії.
Служив благочинним на Херсонщині.
У червні 1917 р. був делегатом від Херсонської єпархії УАПЦ на І Всеукраїнському Церковному З'їзді у Києві. Тоді ж Симон Петлюра, голова Головного Українського Військового Комітету (ГУВК), запросив його на службу до українського війська, що якраз організувалось.
25 липня 1917 р. Комітет призначив П. Пащевського військовим священником (капеляном) 10 українського запасного полку, пізніше Сердюцького полку імені Петра Дорошенка.
Від 6 серпня 1918 р. — капелан Чорноморського коша Армії Української Держави; від 2 березня 1919 р. — протопресвітером Амвросієм Вінницьким висвячений у сан протоієрея; від 5 березня 1919 р. — капелан і благочинний Запорізького корпусу ДАУНР; від 14 листопада 1919 р. — в.о. головного священника ДАУНР, пізніше — протопресвітер АУНР.
У грудні 1919 р. — травні 1920 р. Брав участь у 1-му Зимовому Поході військ УНР, був поранений. Після повернення з походу його призначили начальником Управи Душпастирства (Головним Капеланом) Армії УНР в чині генерала-хорунжого після вбивства о. Антонія Матеюка на цій посаді.
Після поразки визвольних змагань 1920-х років й інтернування військ УНР до Польщі, перебував у таборі в Каліші. За ініціативою командирів дивізій та згодою міністра віровизнань УНР професора Івана Огієнка та митрополита Юрія Ярошевського П. Пащевський організував у таборі курси військових священників. Одночасно був Головою Ради «Братства Кирила та Методія» та «Братства св. Покрови». Керівниками курсів військових капеланів були П. Пащевський і генерал О. Загородський. Значна частина випускників цих курсів, після виходу з табору стали парафіяльними священниками. Після укладення Ризького договору 1921 р. між Польщею й Росією поза спиною УНР у Польщу було інтерновано близько 40 тисяч вояків армії УНР. Їх розмістили в майже 20 концентраційних таборах. Досі стверджено поховання лише 13 тисяч стрільців і старшин на 19 цвинтарях. У березні 1921 р. був на з'їзді українських військових капеланів у м. Тарнів організованому міністром ісповідань УНР Іваном Огієнко
У 1924—1926 роках — служив у церкві Івана Богослова, в селі Бабині Рівненського повіту Волинського воєводства Польської Республіки, де була станиця колишніх вояків Армії УНР на території Бабинського цукрового заводу.
По виході з табору інтернованих у 1925 р. о. Павло служив настоятелем Христовоздвиженської Церкви в Луцьку. Тут була єдиною на той час українська православна парафія в місті і разом з тим гімназійна церква. Протоієрей П. Пащевський водночас викладав релігію в Луцькій Українській Гімназії імені Лесі Українки. Його дуже любили і шанували гімназисти, про що свідчать їхні численні спогади. Окрім того, він брав діяльну участь в культурному й церковному житті міста Луцьк.
У 1939-1940 рр. о. Павло виїхав до Варшави і був настоятелем української православної парафії при кафедральному соборі.
Помер і похований на православному цвинтарі в Варшаві — «Воля» поруч з іншими старшинами армії УНР.

## Праці
Павло Пащевський є автором праці про участь і ролю українського духовенства в змаганнях 1917–1921 років за Незалежність України.

## Родина
Був одружений, мав 7 дітей. Родина Пащевського у 1922 р. таємно була переправлена з території СРСР до Польщі.